# Johannes Wardenier

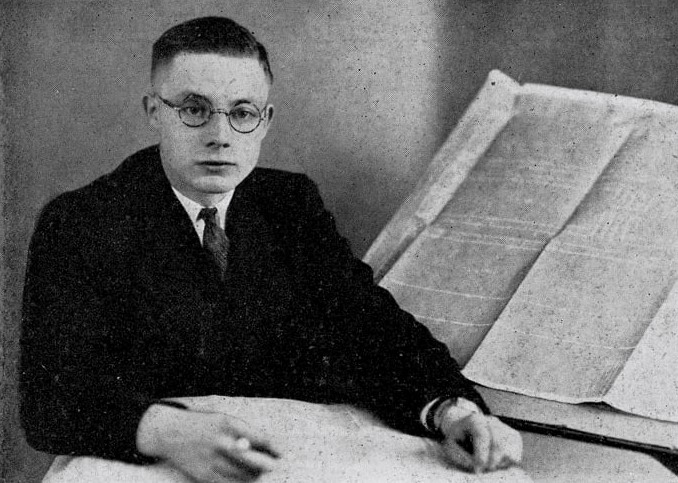
Wardenier in 1934 met de bouwplannen voor zijn fabriek.

Johannes (Jo) Wardenier (Steenwijkerwold, 20 september 1912–Meppel, 27 juli 1960), ook wel de Sfinx van Wolvega en de Friese Edison (een verwijzing naar Thomas Edison) genoemd, was een Nederlandse autodidactisch dilettant-ingenieur die in 1934 plotsklaps wereldberoemd werd als de uitvinder van een brandstofloze motor, een motor die het principe van een perpetuum mobile benaderde. De jongeman en zijn vermeende uitvinding vormden voor een week het middelpunt van een enorme hype waarvan de Friese plaats Wolvega economisch de vruchten hoopte te plukken.
Het bleek om een hoax te gaan die uitgroeide tot een mythe over de man en zijn uitvinding. Dit was niet in de laatste plaats door Wardeniers eigen toedoen, die ontmaskerd werd als een grote fantast, een pathologisch leugenaar en een opportunist.

## Levensloop

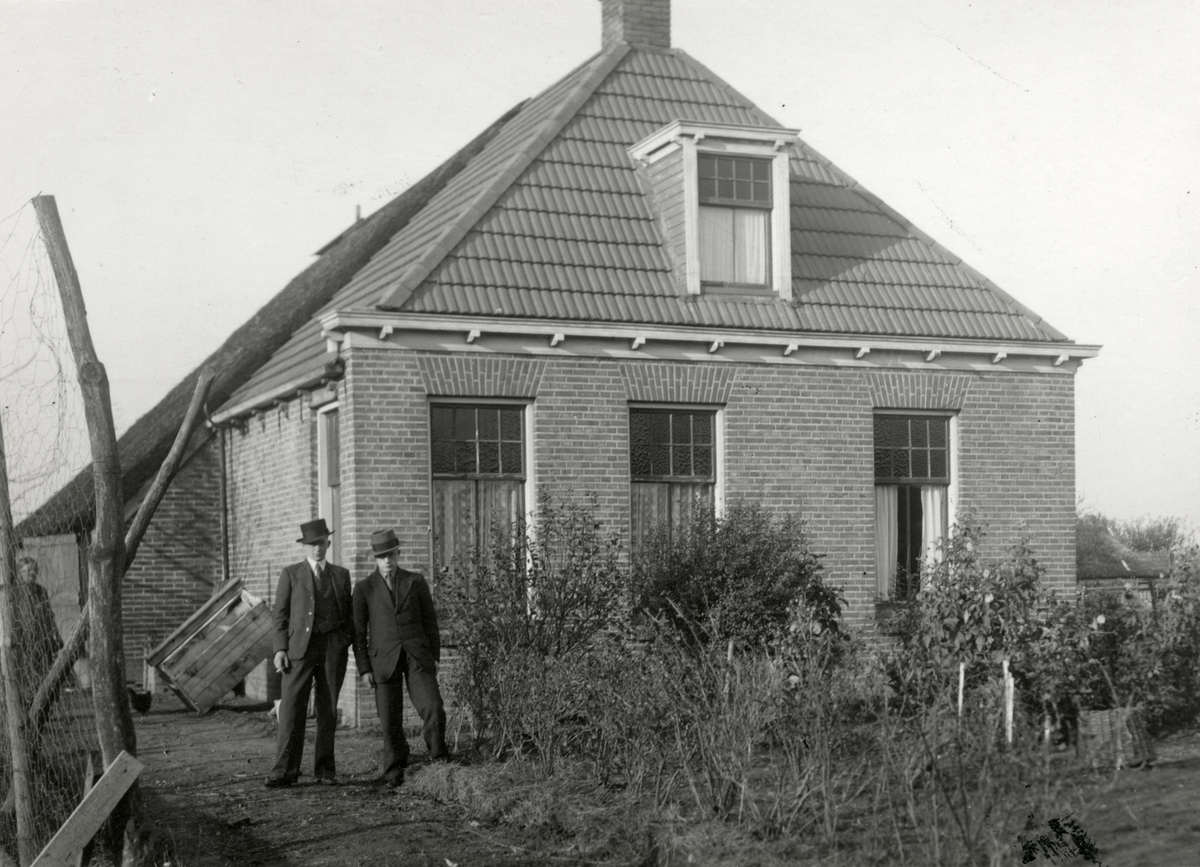
De woning waar Wardenier opgroeide en zijn uitvinding deed.

Wardenier werd geboren in Steenwijkerwold als jongste van tien kinderen in het gezin van Jan Wardenier, een timmerman en keuterboer. Toen zijn moeder overleed, werd hij zeven jaar lang, tot zijn elfde, ondergebracht bij familie in Hengelo. Hij kwam terug toen zijn vader hertrouwd was. Hij was een stille jongen met weinig vrienden en die moeilijk leerde.
Omdat zijn vader dacht dat Johannes op de ambachtsschool niet mee zou kunnen komen, stuurde hij hem na de lagere school in de leer bij een beschuitfabriek en bakkerij, alwaar hij gebakken beschuit inpakte. Hij meende dit proces te kunnen automatiseren en zijn werkgever stelde de schuur achter zijn werkplaats beschikbaar, opdat Wardenier zijn machine kon bouwen. Hij was achttien toen hij op de boerderij van zijn vader op zoek ging naar een perpetuum mobile. Hij zou tot een brandstofloze motor zijn gekomen, de aanleiding van een hype in 1934.

### Hoax
| De brandstofloze motor De vermeende uitgevonden motor had geen benzine, geen water en geen afkoeling nodig, uitsluitend smeerolie. De motor werkte op samengeperste lucht die pas na geruime tijd bijgevuld hoefde te worden. De constructie was 90% eenvoudiger dan wat in de jaren 1930 gebruikelijk was. De motor kon drie maanden aaneen lopen, zonder bijgetankt te worden, terwijl de exploitatiekosten minder dan 25 gulden zouden zijn. |

Wardenier was tweeëntwintig en woonde in Wolvega in een klein kamertje achter de sigarenwinkel, toen hij in november 1934 met de brandstofloze motor in het nieuws kwam.
Zijn uitvinding zou een eind maken aan de macht van de Seven Sisters, waaronder BP, Esso en Shell, die toen juist steeds meer grip kregen op de oliemarkt. Voor de productie van deze motor sprak Wardenier van plannen voor fabrieken die aan duizenden mensen arbeid zou verschaffen. Tijdens de crisis van de jaren 1930 waren dit aantrekkelijke geluiden voor de economisch in zwaar weer verkerende provincie. E.N.W. Maas, burgemeester van Wolvega en zijn wethouder W. Muurling (wethouder) - die claimde de machine werkend gezien te hebben - bevestigden dat alles gedaan zou worden de fabriek in hun gemeente te krijgen.

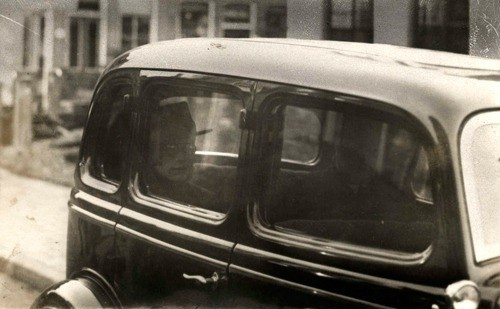
Wardenier wordt onder begeleiding van een agent naar het gesticht gebracht.

Zeven dagen lang waren de ontwikkelingen wereldnieuws. Maar toen het geduld van de betrokkenen opraakte, werd Wardenier naar een vergadering geroepen, waar hij zwaar onder druk gezet werd om toch echt iets van zijn uitvinding te laten zien. Hij kreeg een zenuwinzinking en begon over zelfmoord te praten en werd toen naar een psychiatrische inrichting van het academische ziekenhuis te Groningen overgebracht. Toen hij een week later thuis kwam, zouden zijn uitvinding en tekeningen verdwenen zijn. Hij verdacht Philips ervan deze meegenomen te hebben.

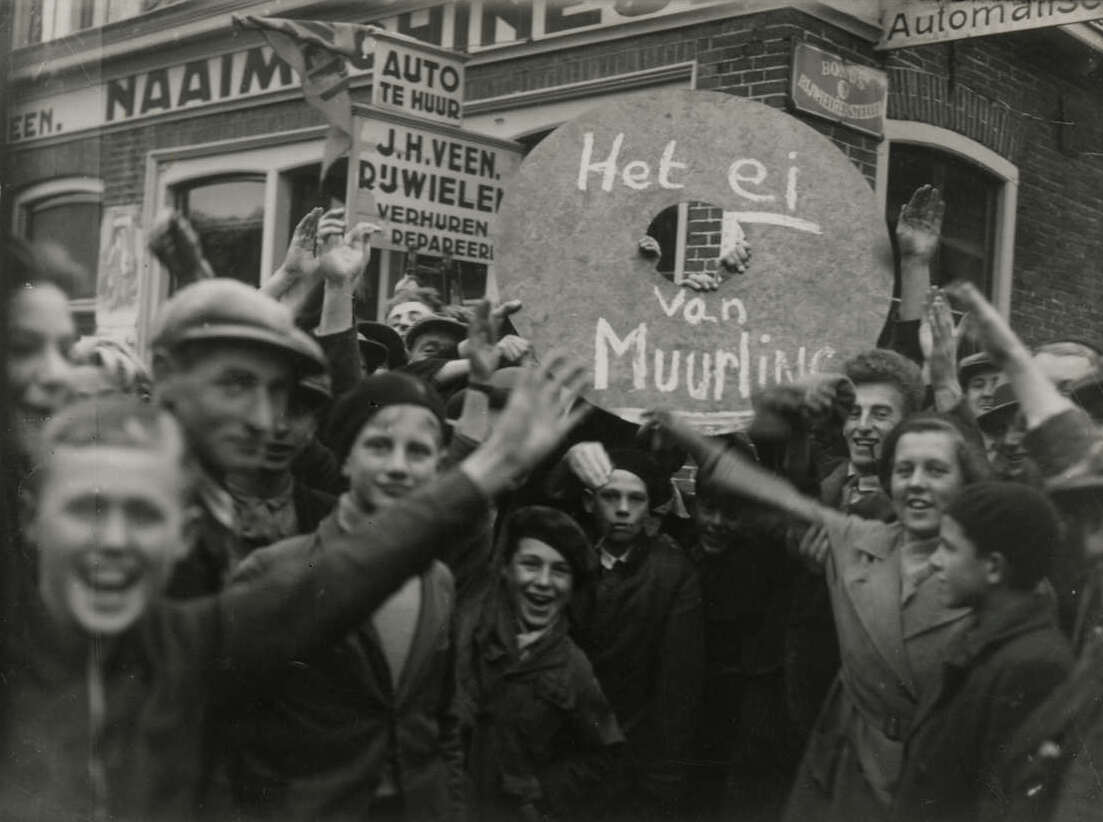
Bespotting van Muurling toen bekend werd dat het om een hoax ging.

Muurling, die door zijn claim de machine werkend gezien te hebben flink aan de hype had bijgedragen, werd uit zijn functie ontslagen en begon een nieuwe loopbaan als opticien in Steenwijk. Wardenier zelf verdween langzaamaan uit de publiciteit, hoewel hij in 1935 nog hier en daar een lezing gaf met andere prototype motoren.

### Einde van de 'Friese Edison'
Laat 1935, ruim een jaar na de hype, werd Wardenier opgepakt voor autodiefstal. Gedurende de bekentenis werd duidelijk dat de dure pakken die hij sinds de hype droeg ook gestolen waren. De kranten stonden vol met de 'wandaden van Wardenier'. Na maandenlange voorarrest werd hij tijdens zijn berechting omschreven als een 'psychisch beklagenswaardige zwakkeling, gegrepen door een onberedeneerde zucht naar grootdoen, waartoe de wereld hem had gedreven'. Het Openbaar Ministerie eiste een jaar gevangenisstraf en ondertoezichtstelling van deze 'psychopaat' met een proeftijd van drie jaar bij de Wilhelminahoeve, een inrichting in Groningen.

### Oorlogsjaren
Gedurende de oorlogsjaren zou Wardenier naar eigen zeggen in het verzet gezeten hebben. Maar volgens het NIOD was hij helemaal geen verzetsheld en had hij zelfs onder een pseudoniem in Duitse dienst twee keer gevochten aan het Oostfront. Desalniettemin kwam hij terecht in concentratiekamp Buchenwald en in het Duitse tuchthuis Siegburg, waar hij zwaar gemarteld zou zijn. Daaruit werd hij in 1944 door mensen van Philips, die wel vaker mensen uit Duitse handen gered hadden, gerepatrieerd.

### Naoorlogse jaren
Tijdens de waternoodramp van 1953 werden door Philips noodgeneratoren ingezet die werkten op het principe van samengeperste hete lucht. Wardenier kwam toen weer even in het nieuws omdat hij claimde dat de principes van de Philips-motoren op zijn uitvinding waren gebaseerd. In werkelijkheid berustte de heteluchtmotor van Philips op het werkingsprincipe van de stirlingmotor, dat reeds in 1812 was uitgevonden.
Sinds 1934 heeft Wardenier geen baan meer gehad, maar leek hij leek het hoofd financieel boven water te kunnen houden. Hij zou eens in de maand cheques innen op het postkantoor en zo genoeg geld hebben om comfortabel te leven en nieuwe experimenten te doen. Dit voedde speculaties dat hij door bedrijven betaald werd voor geheimhouding of patenten. 
Hij was 48 jaar en kinderloos toen hij in 1960 in diaconessenziekenhuis Meppel vrij plotseling overleed aan niervergiftiging. Zijn lichaam zou zijn begraven in Steenwijkerwold, tegenover het mortuarium, zonder grafteken. Later bleek echter dat Wardenier daar helemaal niet ligt en is zijn laatste rustplaats dus onbekend.

## Wardenier in onderzoek en populaire cultuur
Het mysterie rond Wardenier en zijn brandstofloze motor is voedsel voor speculaties en complottheorieën, en zou illustreren dat fakenews en de invloed daarvan op de maatschappij van alle tijden is: Mundus vult decipi, ergo decipiatur, ofwel: De wereld wil bedrogen worden, dus laat haar dan bedrogen worden. Jaren na zijn vroege overlijden staat Wardenier dan ook nog altijd in de belangstelling. Enkele publicaties over zijn persoon en uitvinding zijn; 
- Ymker, Henk; Wielick, Han (1984, geactualiseerd in 2019) Het Mysterie Wardenier - fantastisch genie of een geniaal fantast?[9][10][11][12]
- Het mysterie Wardenier (2019), een theaterproductie opgevoerd in De Meenthe te Steenwijk.[13]
- Pop-upmuseum (2019) in MFC Hoogthij, Steenwijkerwold[13][14]
- Schilperoord, Paul (2022), De koning van zeven dagen, Uitgeverij van Praag[6][1]